# Бродвуд
«Бродвуд» («Broadwood»), или «Джон Бродвуд и сыновья» («John Broadwood & Sons») — фортепианная фирма в Великобритании, старейшая в мире компания по производству пианино. Основана в 1728 году клавесинным мастером Б. Чуди (1702—1773). С 1772 года фирму возглавлял его зять, шотландец Джон Бродвуд (1732—1812). В 1795 году Джон Бродвуд сделал совладельцем фирмы своего старшего сына Джеймса Бродвуда и с этого времени фирма получила название «Джон Бродвуд и сын» («John Broadwood and Son»). Когда в 1808 году в фирму пришёл младший сын Томас Бродвуд, фирма стала называться «Джон Бродвуд и сыновья» («John Broadwood & Sons»).
В 1818 году Томас Бродвуд подарил Людвигу ван Бетховену молоточковое фортепиано. в 1848 году фирма предоставила Фредерику Шопену три инструмента для его турне по Англии. Производство инструментов достигало свыше 2,5 тысяч единиц в год.
В 2003 году производство инструментов перенесено в небольшой город Мосс в Норвегии.
С мая 2008 года фирма является поставщиком фортепиано для британского королевского двора. Также компания отреставрировала для королевского дома пианино в Букингемском дворце.